# Horch 10-12 PS
La Horch 10/12 PS è un'autovettura prodotta dal 1902 al 1904 dalla Casa automobilistica tedesca Horch.

## Storia e profilo
Questa vettura fu praticamente progettata nel difficile periodo in cui August Horch dovette far rilevare la propria azienda da Moritz Bauer, trasferendola a Reichenbach im Vogtland, in Sassonia. Questi furono tempi difficili per Horch, il quale continuò a lavorare presso l'azienda omonima come direttore tecnico. I buoni propositi di proporre una gamma di vetture completa furono concretizzati solo in parte. Oltretutto la gamma era all'epoca composta solo da un modello, la 4/5 PS, ossia il primissimo modello dell'azienda tedesca lanciato sul mercato un paio di anni prima e bisognoso di essere sostituito con un modello nuovo e più evoluto. La vettura pressoché definitiva fu testata su strada il 30 agosto del 1902 lungo le ripide vie di montagna di Reichenbach, ed in seguito anche sulle strade tra Plauen e Bad Elster.

Nel mese di settembre la vettura fu lanciata sul mercato: nacque così la 10/12 PS, evoluzione della 4/5 PS sotto più punti di vista: più capiente grazie alla doppia fila di sedili; più confortevole grazie al nuovo volante con piantone inclinato al posto di quello a piantone verticale della 4/5 PS; più potente grazie al suo motore bicilindrico in luogo del monocilindrico utilizzato nel modello precedente. Tale motore, della cubatura di 2.5 litri, e con distribuzione a valvole laterali, erogava una potenza massima compresa tra i 10 ed i 12 CV, come suggerisce la denominazione. La trasmissione era a cardano con frizione a cono ed il cambio era a 4 marce. Le sospensioni erano ad assale rigido con molle a balestra, mentre il freno di servizio agiva sul cambio e quello a mano sul retrotreno.

Disponibile nelle carrozzerie tonneau e phaeton, la 10/12 PS raggiungeva una velocità massima di 50 km/h e venne prodotta per poco più di un anno e mezzo, fino al mese di maggio del 1904, dopodiché fu tolta di produzione per lasciare il posto alla 14/17 PS, sua erede naturale.